# Aloys Rump
Aloys Rump (* 20. April 1949 in Boppard) ist ein deutscher Maler des Deutschen Informel, Objekt- und Installationskünstler.

## Leben
Aloys Rump wuchs in Boppard auf und machte dort sein Abitur am heutigen Kant-Gymnasium. 1970 begann er sein Kunststudium an der Kunstakademie Düsseldorf und studierte bis 1974 bei Peter Brüning und Gerhard Richter. Von 1974 bis 1978 setzte er sein Studium an der Hochschule der Künste in Berlin bei Fred Thieler fort. Nach dem Studium kehrte er nach Boppard zurück, wo er heute mit seiner Frau Tina Rump lebt und arbeitet.
2006 erhielt er ein Förderungsstipendium durch den damaligen Bundespräsidenten Horst Köhler.

## Das Werk
Aloys Rump wird häufig als literarischer Maler bezeichnet, wenn er einfühlsam Poesie in Malerei verwandelt. Gedichte Paul Celans (Von Vorgewußt bis Jetzt), Gedanken Paul Claudels (Cent phrases pour éventails) und Gedichte des englischen Poeten Dylan Thomas (Windabgeworfenes Licht) hat er in Bilder übertragen. 
Rump stellt sich mit dem Zyklus „Staub der Türme“, der an den Terroranschlag des 11. September erinnert, den Schrecken und Problemen der Gegenwart wie auch mit den Grabstelen Vom Tode und Schwarze Milch dem Grauen der Vergangenheit.
Wichtig für Rumps Werk ist die Vielfalt der Materialien: Holztafeln werden beschichtet, bespachtelt und geschliffen; Stelen werden aus Holz, Stoff und Farbe gestaltet; Schiefer und Marmorstaub werden als Gestaltungsmittel verwendet. Die Werkreihe Aus großer Höhe hat Rump aus Marmor- und Schiefermehl geschaffen. Diese Materialien werden so geschichtet und fixiert, dass eine Reliefstruktur entsteht, die Erinnerungen an Landschaften hervorruft.

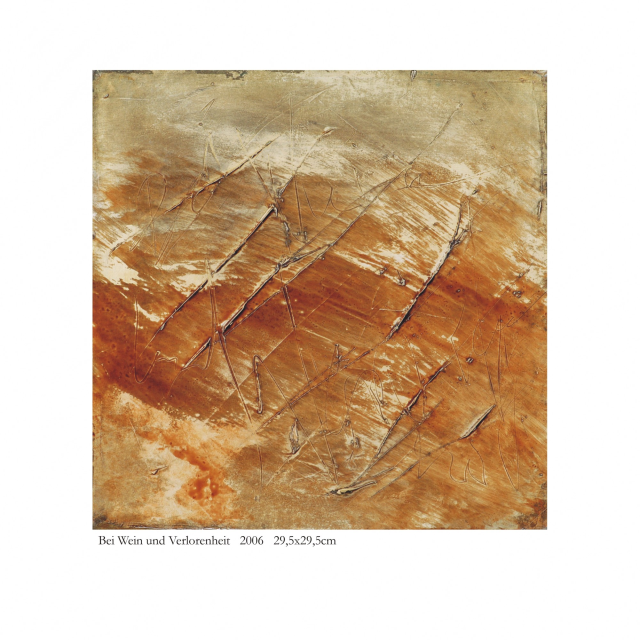
Bei Wein und Verlorenheit – nach Paul Celan, 2006, Mischtechnik auf Holz, 29,5 × 29,5 cm
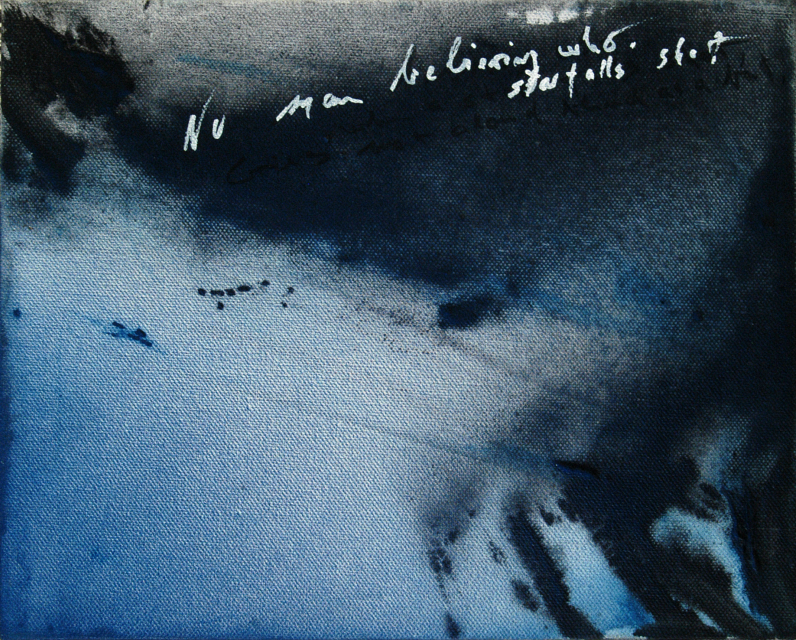
No man believes – nach Dylan Thomas, 2004, Aquarell, Tusche auf Leinen, 24 × 30 cm
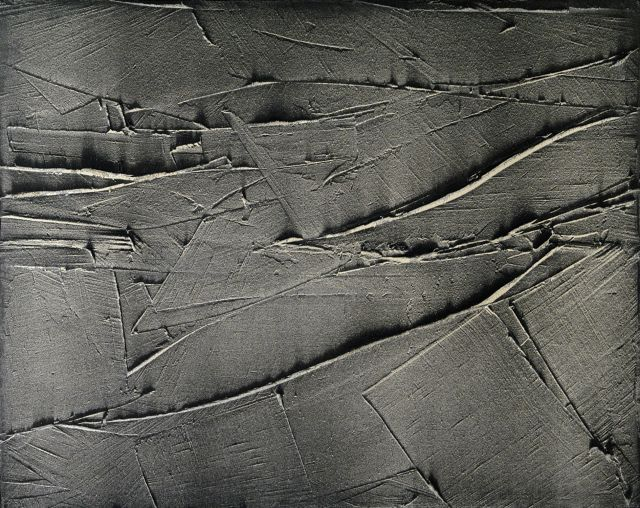
Aus großer Höhe, 2007, Schiefermehl, Marmorstaub auf Leinen, 70 × 100 cm
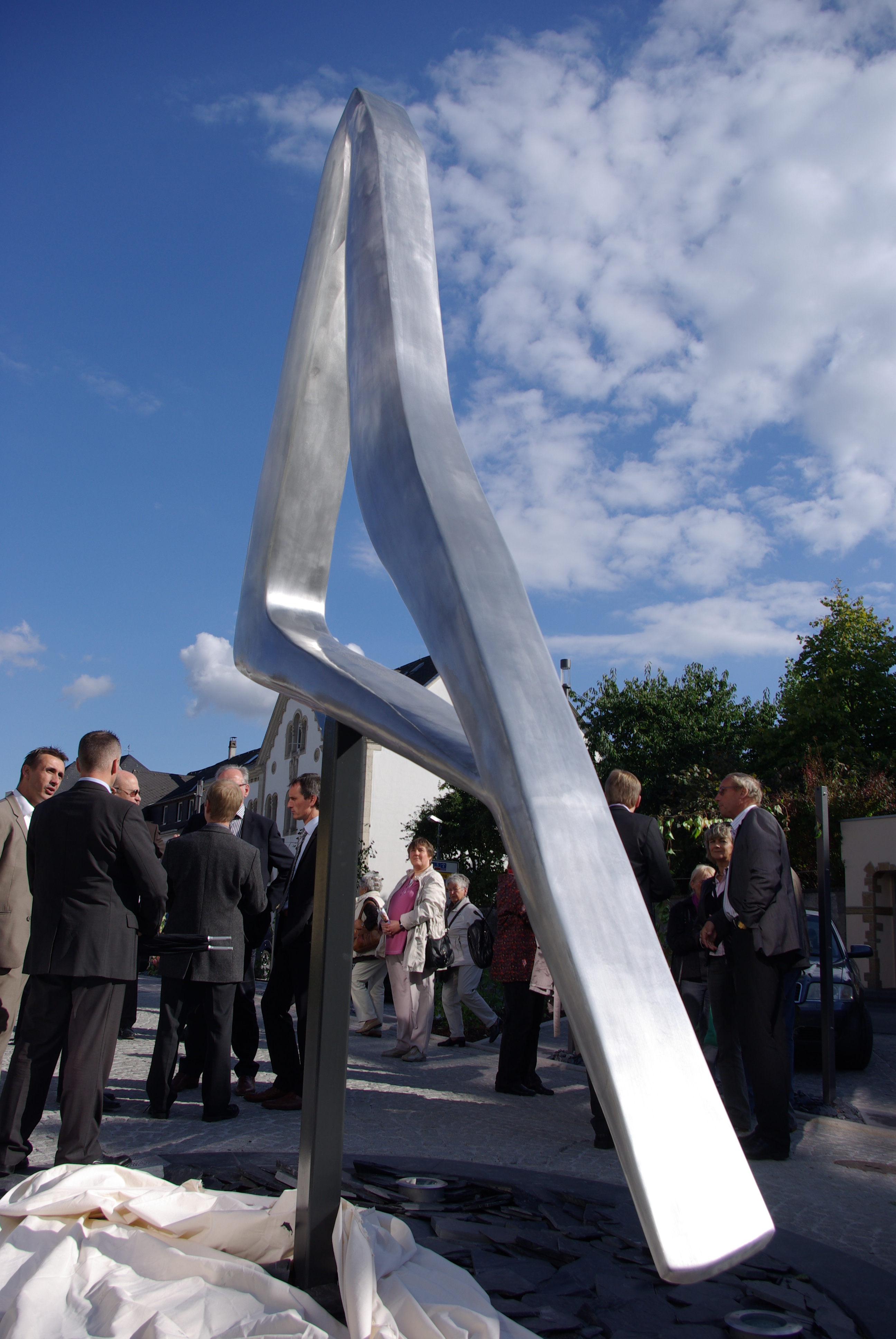
Läufer, 2012, Aluminiumskulptur, Stadtplatz Boppard

## Ausstellungen

### Einzelausstellungen
- 1976 Galerie Richter, Berlin
- 1978 Kunstverein Mainz
- 1984 Goethe-Institut, Boppard
- 1986 Galerie Artfusion, Mainz
- 1987 Forum Kunst, Rottweil
- 1988 Mittelrhein-Museum Koblenz (mit Rauminstallation)
  - Dazu Katalog: Aloys Rump. Bilder und Objekte. Mit Texten von Hans-Peter Gorschlüter u. a. Mittelrhein-Museum Koblenz 1988
- 1989 Galerie Steinacker, Koblenz
- 1991 Landesvertretung Rheinland-Pfalz, Bonn
- 1993 Galerie Hennemann, Bonn
- 1993 Städtische Galerie, Mainz
- 1994 Schloss Waldthausen, Mainz
- 1995 Galerie Steinacker, Koblenz
- 1996 Alte Synagoge, Boppard
- 1997 Kölner Medienfabrik
- 1998 Galerie Steinacker, Koblenz
- 1999 Galerie Hennemann, Bonn
- 2000 Künstlerhaus Schloss Balmoral, Bad Ems
- 2000 Städtische Galerie, Neuwied
- 2001 Alte Synagoge, Boppard
- 2005 Künstlerhaus Metternich
- 2006 Verein Zwischenzeit, Basel („Raum für Satie“)
- 2006 Orgel Art Museum, Windesheim
- 2007 Kunstverein Herzogenrath
- 2007 Kunsthalle Koblenz
- 2009 Kunsthalle Koblenz (anlässlich des 60. Geburtstages)
- 2010 Kunstraum 22, Köln
- 2010/2011 Kunstverein Trier
- 2011 Karfreitags-Installation im Heilig-Kreuz-Münster, Rottweil
- 2011 HLP Galerie, Köln (mit Karin Kahlhofer und Christine Haller)
- 2012 KunstRaum Riedberg, Galerie der Goethe-Universität Frankfurt
- 2012 Landtag Rheinland-Pfalz (mit Jan Schröder), Mainz
- 2012 KunstRaum Bernusstraße, Frankfurt (mit Martine Andernach)
- 2012 Garten der Schmetterlinge, Schloss Sayn
- 2012 Stadtplatz Boppard, Aluminiumskulptur "Läufer"

### Gruppenausstellungen
Bisher über 30 Beteiligungen in Deutschland, der Schweiz, Frankreich, China und Israel und Aufnahme in den jeweiligen Katalogen. Erwähnenswert sind: 1983 Galerie Wewerka Berlin, 1990 Châteaux Amboise, 1995 Galerie Nothelfer Berlin, 1999 Museum CNU Beijing, 2007 Petah Tikva (Israel), 2009 Château de Brangues (Claudel) - Rencontres de Brangues.

### Dauerausstellung
- Stadthalle Boppard, Porträtserie: Bedeutende Persönlichkeiten in Boppard (Philipp Franz von Siebold, Michael Thonet, Engelbert Humperdinck, Maria Terwiel, Fritz Straßmann, Karl Heinz Schwamborn, Heinz Maurer)
  - Dazu Katalog: Gelebt und geboren in Boppard. Sieben Porträts. Aloys Rump. Mit Beiträgen von Ferdinand Benner u. a. Kunst am Bau in der Stadthalle Boppard, Boppard 2008.

## Illustrationen (Auswahl)
- Walter Hilsbecher: Zeitkäfig. Aphorismen. Original-Grafik von Aloys Rump. Atelier-Verlag, Andernach 2001, ISBN  3-921042-54-2 (Edition 66).
- Fritz Werf: Augengunst. Gedichte. Original-Grafik Aloys Rump. Atelier-Verlag, Andernach 2006, ISBN 3-921042-62-3 (Edition 66).
- Fritz Werf:  Lichtschwemme. Lyrische Miniaturen. Mit Grafiken von Martine Andernach, Christel Hermann, Aloys Rump. Atelier-Verlag, Andernach 2009, ISBN 3-921042-66-6.